# Boaz (Alabama)
Boaz és una població dels Estats Units a l'estat d'Alabama. Segons el cens del 2007 tenia 8.213 habitants.

## Demografia
Segons el cens del 2000, Boaz tenia 7.411 habitants, 3.155 habitatges, i 2.085 famílies. La densitat de població era de 234,5 habitants/km².
Dels 3.155 habitatges en un 28,7% hi vivien nens de menys de 18 anys, en un 50,8% hi vivien parelles casades, en un 12,6% dones solteres, i en un 33,9% no eren unitats familiars. En el 30,7% dels habitatges hi vivien persones soles el 16,3% de les quals corresponia a persones de 65 anys o més que vivien soles. El nombre mitjà de persones vivint en cada habitatge era de 2,3 i el nombre mitjà de persones que vivien en cada família era de 2,86.
Per edats la població es repartia de la següent manera: un 23% tenia menys de 18 anys, un 8,3% entre 18 i 24, un 26,2% entre 25 i 44, un 23,3% de 45 a 60 i un 19,2% 65 anys o més.
L'edat mediana era de 39 anys. Per cada 100 dones hi havia 83,8 homes. Per cada 100 dones de 18 o més anys hi havia 78,5 homes.
La renda mediana per habitatge era de 25.699 $ i la renda mediana per família de 34.018 $. Els homes tenien una renda mediana de 29.504 $ mentre que les dones 21.750 $. La renda per capita de la població era de 15.664 $. Aproximadament el 13,9% de les famílies i el 18,7% de la població estaven per davall del llindar de pobresa.

## Poblacions més properes
El següent diagrama mostra les poblacions més properes.